# Lithacodia editha
Lithacodia editha är en fjärilsart som beskrevs av William Schaus 1904. Lithacodia editha ingår i släktet Lithacodia och familjen nattflyn. Inga underarter finns listade i Catalogue of Life.